# Aligot de Mongòlia
L'aligot de Mongòlia o aligot mongol (Buteo hemilasius) és una espècie d'ocell de la família dels accipítrids (Accipitridae). Habita estepes i zones de muntanya d'Àsia oriental, al sud-oest de Sibèria, Mongòlia, nord i centre de la Xina i sud-est del Tibet. En hivern arriba fins al nord de l'Índia, sud de la Xina i Corea. El seu estat de conservació es considera de risc mínim.